# Korunovační klenoty Svaté říše římské

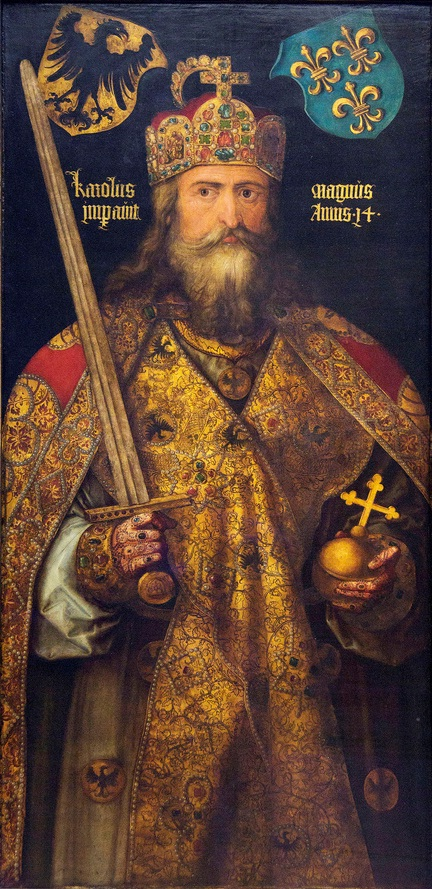
Karel Veliký s korunovačními klenoty (imaginární obraz od Albrechta Dürera

Korunovační klenoty Svaté říše římské jsou panovnické insignie, určené ke korunovaci císařů Svaté říše římské (906 – 1806). Jsou to koruna, korunovační kříž, svaté kopí, ceremoniální meč, říšské jablko, žezlo, korunovační evangeliář, dále korunovační oděv (tj. plášť, dalmatika, alba, cingulum, štóla, punčochy, střevíce a rukavice) a Svatoštěpánská burza. Dnes jsou tyto insignie rozděleny do dvou skupin a uchovávány ve dvou pokladnicích: v dómské pokladnici v Cáchách je korunovační evangeliář, meč zvaný sv. Karla Velikého a Svatoštěpánská burza. Ve Vídni jsou ostatní klenoty, včetně druhého tzv. ceremoniálního meče a soubor říšských svátostin, tj. relikvií v gotických relikviářích. Ze svátostin jen relikvie z ubrusu Poslední večeře Páně v křišťálové konvici je chována v Praze ve Svatovítském pokladu (a vystavena v kapli Sv. Kříže na Pražském hradě).

## Popis koruny
Koruna váží brutto 3,5 kg, tj. hmotnost zlata, drahokamů a emailů. Koruna se skládá z osmi zlatých obdélných polokruhem zakončených destiček – lamel, spojených panty se závlačkami, každá destička měří 14,9 × 11,29 cm. Koruna je spojena klenutým pásem nazývaným kamara, zdobeným obloučky. Na čelní straně má vztyčený rovnoramenný křížek. Na destičkách se střídají čtyři pole výhradně s klenotnickou výzdobou (drahokamy a perly) a čtyři pole s figurami starozákonních proroků a králů, provedenými v přihrádkovém emailu. Emailované figury představují čtyři hlavní křesťanské ctnosti, kterými se má císař vyznačovat. Každou figuru doprovází latinský popisek a nápis. Král David představuje spravedlnost, jeho syn a nástupce Šalomoun představuje moudrost a pokoru před Bohem, král Ezechiáš, kterému asistuje prorok Izajáš, symbolizují důvěru v Boha, neboť smrtelně nemocný věří prorokovi, předpovídá-li mu, že bude žít. Na čtvrté destičce je zpodoben trůnící Ježíš mezi dvěma anděly – král králů, jehož význam je charakterizován nápisem Per me reges regnant (skrze mě vládnou králové). Koruna byla odznakem světské a duchovní moci panovníka. Teprve po korunovaci touto korunou byl panovník právoplatným a nezpochybnitelným císařem. Koruna je zlatnickou prací vytvořenou na západě Německa v 9. až 10. století. Kříž a kamara pocházejí z pozdější doby. Císař Jindřich II. dal počátkem 11. století zhotovit kříž, kamaru a osmou destičku se svou dedikací (nápisem) dal doplnit císař Konrád II. Sálský ve 2. čtvrtině 11. století. Sametová čepice (dýnko) purpurové barvy pochází z 18. století.

## Vznik koruny

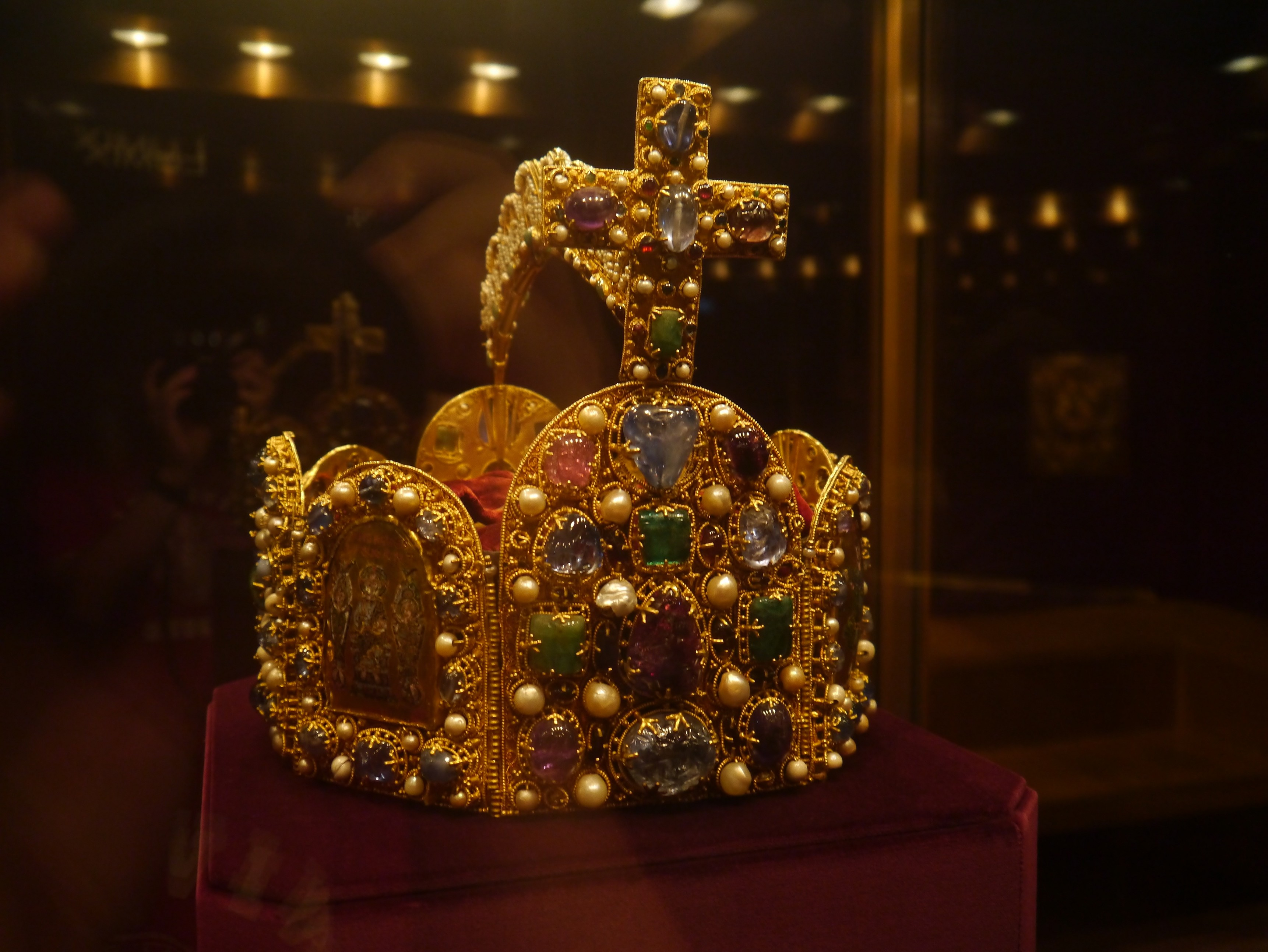
Koruna Svaté říše římské

Objednávka koruny Svaté říše římské bývá historiky kladena ke korunovaci císaře Oty I. Velikého z rodu Liudolfovců, který byl dne 2. února 962 v Bazilice svatého Petra papežem Janem XII. pomazán a korunován římským císařem. Ke korunovaci roku 962 bývá dnes historiky tato koruna datována nejčastěji, i když ji někteří historikové vztahují až k 26. březnu roku 1027 ke korunovaci Konráda II. Za pravděpodobné místo výroby se považuje západ Německa, pravděpodobně Dolní Porýní, z tamních lokalit přichází v úvahu Kolín nad Rýnem, Essen či benediktinský Klášter Reichenau na Bodamském jezeře, či přilehlá oblast Horního Porýní.

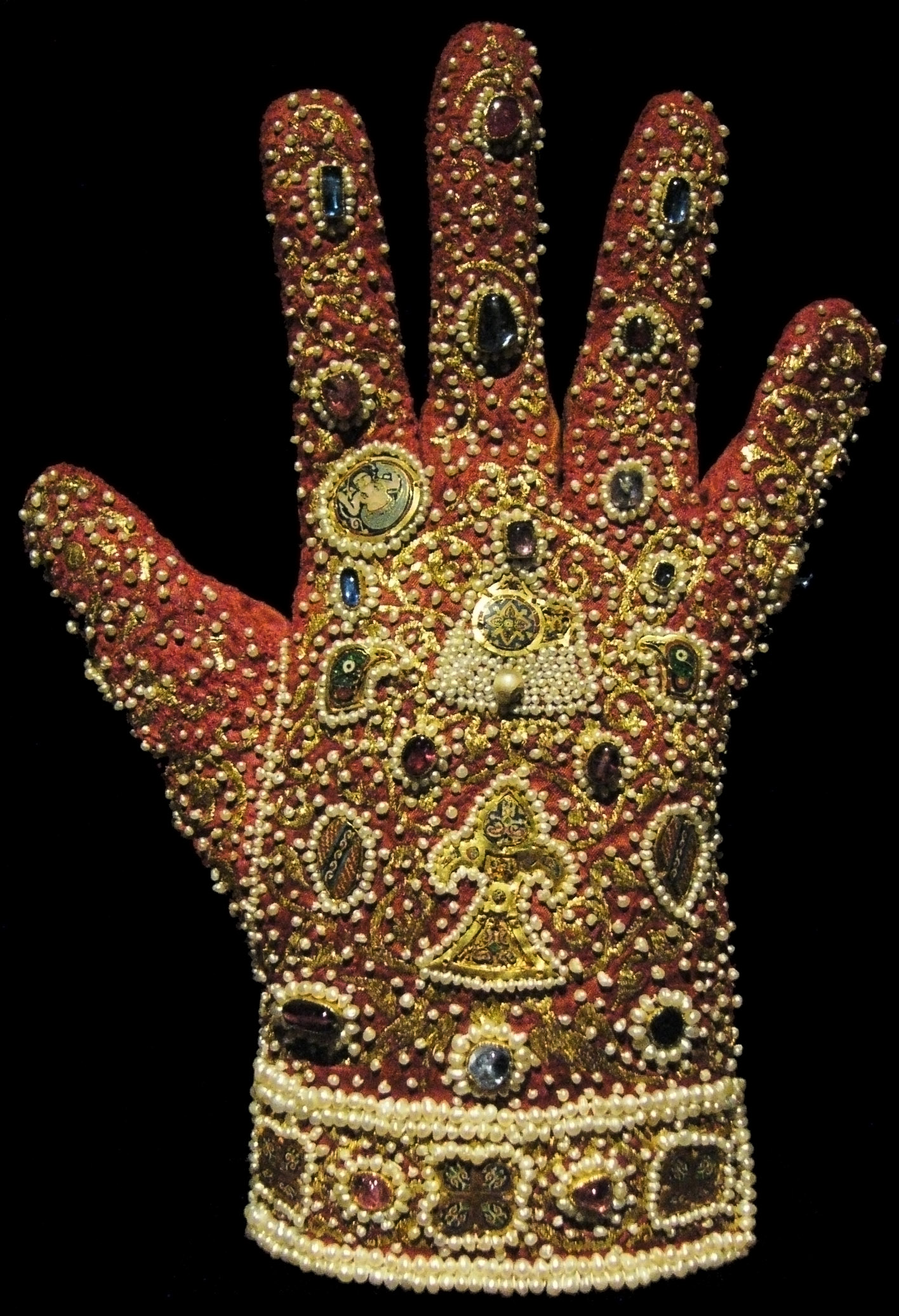
Korunovační rukavice, Palermo před 1220

## Historie

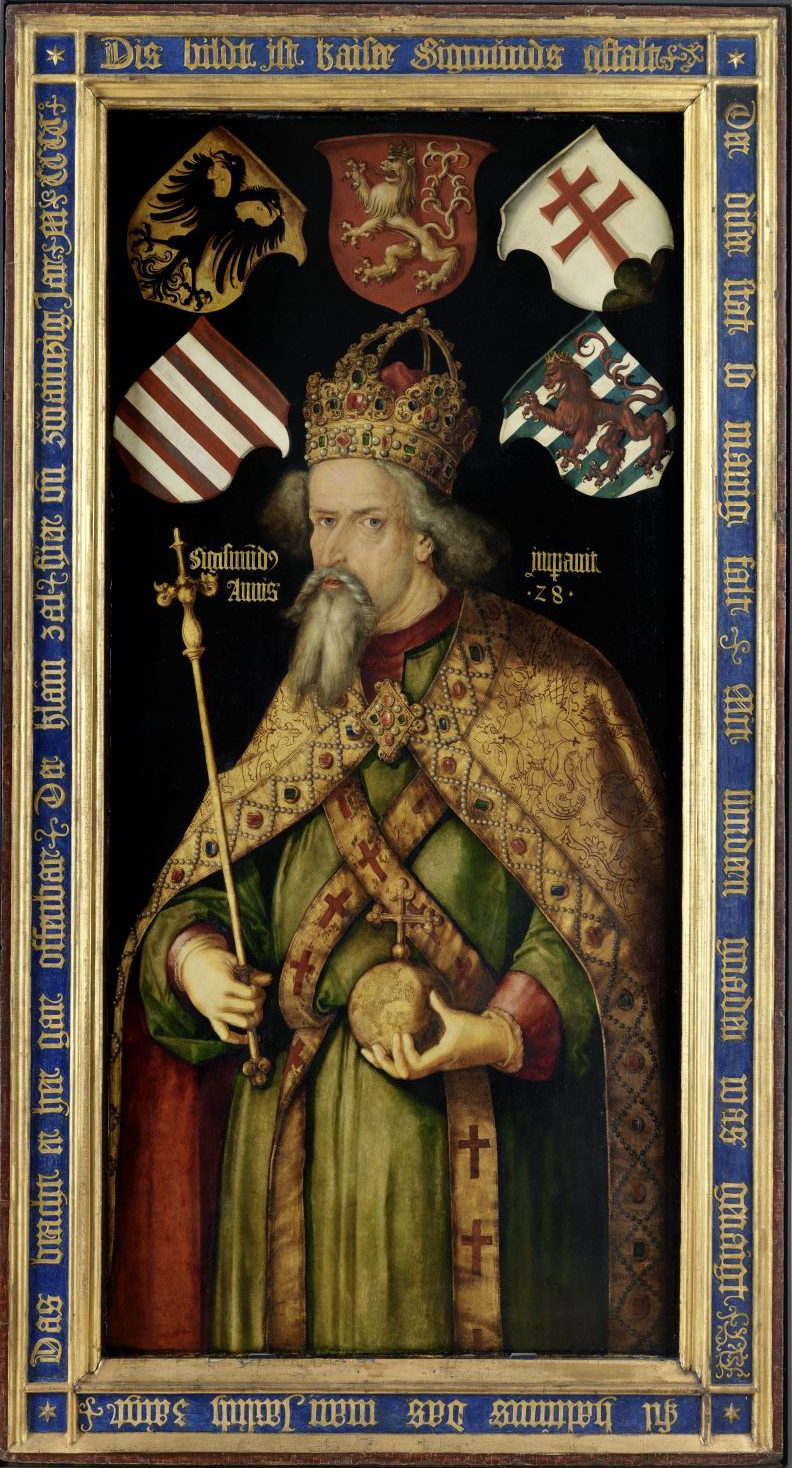
Císař Zikmund Lucemburský s klenoty Svaté říše římské na obraze Albrechta Dürera

Žádnému panovnickému rodu ve středověku se nepodařilo zajistit si dědičnost císařské koruny. Korunovace císařem byla až do raného novověku papežskou milostí, kterou papež někdy využil, aby si císaře ve svém smyslu naklonil. Teprve Karel IV. ve své Zlaté bule z roku 1356 stanovil přesné podmínky, za kterých měla probíhat volba římskoněmeckého krále. Sedm kurfiřtů: arcibiskupové z Kolína nad Rýnem, Mohuče a Trevíru, falckrabě rýnský z Falce, vévoda saský, český král a markrabě braniborský volili ve frankfurtském dómu krále. Karel V. byl posledním panovníkem, který byl ještě v roce 1530 korunován papežem, přičemž ceremoniál probíhal v Boloni.
Teprve v době raného novověku, když císař pomalu ztrácel na významu, se Habsburkům podařilo zajistit si dědičnost úřadu. Počínaje Albrechtem II. Habsburským (1438–1439) byl císařem Sv. říše římské národa německého nepřetržitě Habsburk, s výjimkou let 1742–1745, kdy Bavoři v prvních letech vlády využili slabost Marie Terezie k uskutečnění wittelsbašského snu o jmenování panovníkem. Bavorský císař Karel VII. Bavorský zemřel tři roky po své korunovaci na dnu, takže se trůn uvolnil pro manžela Marie Terezie. Když se dne 18. května 1804 Napoleon prohlásil za dědičného císaře Francie, František I. považoval za nutné složit císařskou korunu římské říše a sám se dne 11. srpna 1804 prohlásil za císaře Rakouska.

## Korunovační klenoty Svaté říše římské v Čechách

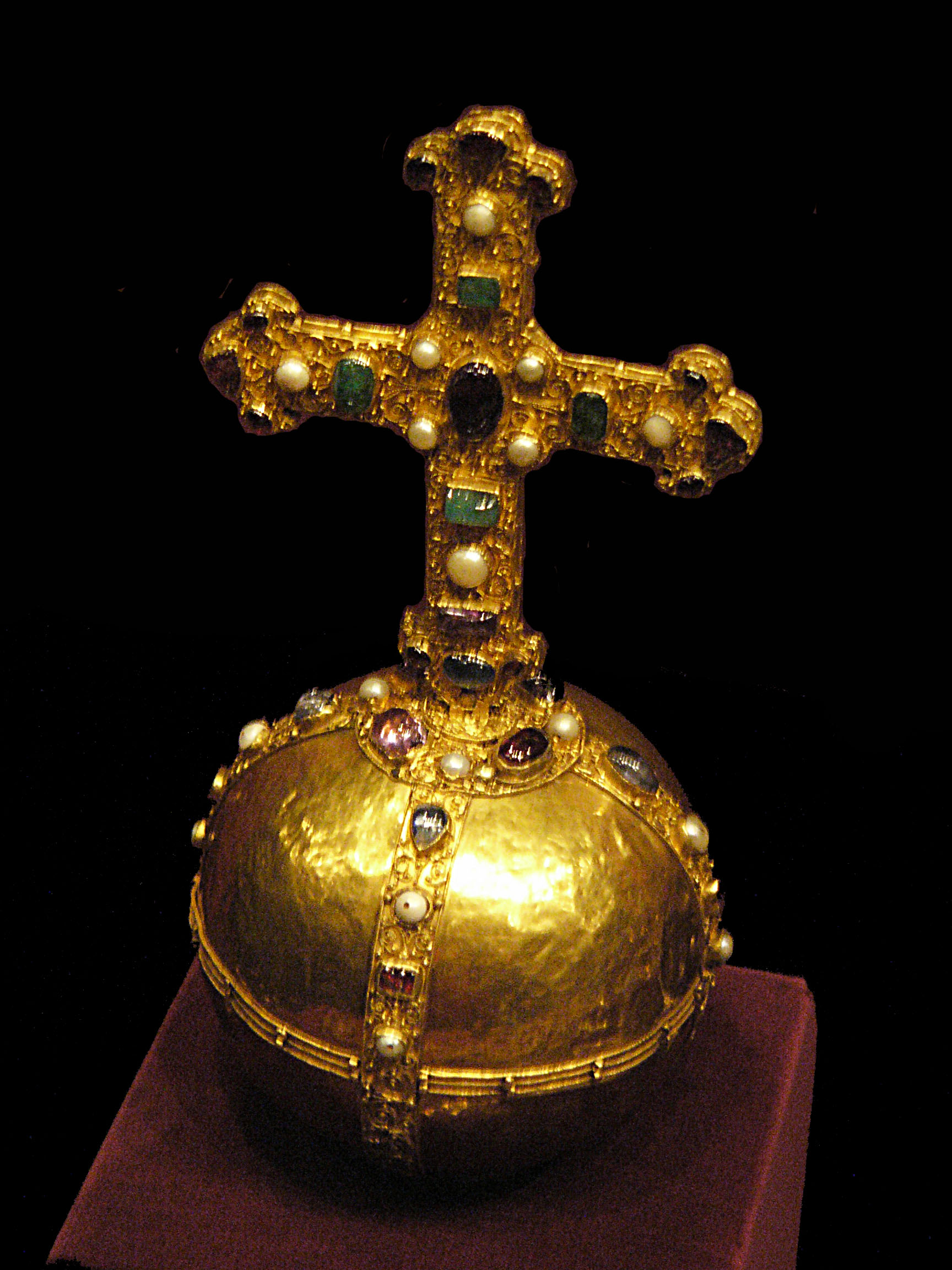
Říšské jablko, kolem roku 1200

Karel IV. získal císařské korunovační klenoty do svého držení v roce 1350 a přivezl je z Mnichova, kam je dal uložit císař Ludvík Bavor. Klenoty byly uchovávány nejprve v kostele sv. Víta na Pražském hradě, po císařské korunovaci v Římě (1355) dal vystavět Karel IV. pro jejich trvalé uložení hrad Karlštejn. O budování kultu říšských klenotů jako svátostin usilovali císaři zejména od 12. století. V Českém království jej šířil jako první císař Karel IV., který získal ke koruně jako další insignie relikvie, a to Svaté kopí setníka Longina, řetězy z okovů sv. Petra, třísku z Kristových jesliček, ostatek z paže sv. Anny, jeden zub a tkaninu z pláště sv. Jana Křtitele; další relikvie byly uloženy v korunovačním kříži. Z Karlovy iniciativy se začala pravidelně konat pouť s „ukazováním svatých ostatků“ věřícím z lešení při kapli Božího těla, která byla zbudována na Dobytčím trhu (Karlově náměstí) na Novém Městě pražském. Pro tuto příležitost nechával Karel IV. svátostiny přivážet každoročně ze svých pokladnic v chrámu sv. Víta na Pražském hradě a z hradu Karlštejna do Prahy. Pouť se konala vždy první neděli po Velikonocích. Praha tak byla dočasným hlavním městem říše. Karlštejn opustily klenoty na příkaz Karlova syna Zikmunda na počátku husitských válek roku 1421, kdy je z Čech odvezl nejprve do Uher a od roku 1424 dlouhodobě uložil v Norimberku. Místo uložení klenotů bylo pomyslným středem říše.

## Putování říšských insignií
V tisícileté historii Svaté říše římské byly koruna a ostatní říšské klenoty uchovávány nejméně na osmi místech. Přirozeně často musely být převáženy, bylo důležité, aby byl císař v Římě korunován správnou korunou. O transportu koruny svědčí také zachovalé středověké cestovní pouzdro na císařskou korunu. V prvních stoletích se koruna a říšské korunovační klenoty obvykle stěhovaly do v místa pobytu krále či císaře, jímž bývala opevněná falc či císařský hrad. Tak jsou v 11. století klenoty doloženy v císařské falci při benediktinském opatství v Limburgu u Dürkheimu, dále v Harzburgu, v Goslaru v (11. a 13. století, na hradě Hammersteinu na Rýně roku 1125, na hradě Trifelsu u Annweileru ve 12. a 13. století (s přestávkami), na hradě Waldburgu u Ravensburgu (asi v letech 1220–1240), na hradě Krautheimu na Jagstu (pravděpodobně 1240–1242), v Kyburgu u Winterthur v letech 1273–1322 s přestávkami, a konečně ve Starém dvoře v Mnichově. Odtud je dal Karel IV. převézt do Prahy.
Během husitských válek je ve snaze ochránit Zikmund Lucemburský odvezl na hrad Visegrád v Uhrách. V roce 1424 je nechal převézt do Norimberku. Zikmund ani jeho nástupci už korunu nenosili, říšské korunovační klenoty se staly určitou relikvií říšské identity. Před francouzskými napoleonskými jednotkami byly klenoty v říjnu 1800 převezeny z Norimberka přes Pasov do Vídně. Po rozpadu říše v roce 1806 zůstaly říšské korunovační klenoty ve Vídni. Poslední dobrodružství v noci z 29. srpna na 30. srpna 1938, kdy nechal Adolf Hitler říšskou korunu spolu s říšskými korunovačními klenoty tajně převézt z Vídně zpět do Norimberka. Nakonec byly klenoty umístěny do bunkru v norimberském Burgbergu, aby je nepoškodily nálety. Když se k městu blížily americké jednotky, klenoty byly tajně zazděny do stěny jiného bunkru. Američané je ale objevili, a v lednu 1946 byla koruna i ostatní říšské korunovační klenoty odvezeny zpět do Vídně.

## Korunovační klenoty dnes
Originál koruny je dnes vystaven v Císařské klenotnici v Hofburgu ve Vídni, kam se klenoty dostaly z Norimberka roku 1796 a po zrušení Svaté říše římské Napoleonem r. 1806 zde již zůstaly v držení Habsburského rodu. Kopií bylo v Evropě vytvořeno zatím pravděpodobně šest. Dvě z nich se nacházejí na státním hradě Karlštejn. První z nich, poněkud nevydařená napodobenina, je umístěna v Kapli svatého Kříže a druhá je vystavena v 1. patře poslední místnosti prvního prohlídkového okruhu. Tuto druhou kopii vytvořil zlatník Jiří Urban z Turnova se spolupracovníky. Třetí kopie je vystavena v dómu v Cáchách, čtvrtá ve Frankfurtu nad Mohanem, pátá na hradě Trifels v Rýnské Falci a šestá v soukromé sbírce nizozemského zlatníka v Rotterdamu.

## Česká kopie koruny
Kopie koruny římských císařů byla vypracována v letech 2008 – 2009 různými speciálními postupy, které napodobují práci starých mistrů. Zhotovili ji šperkař Jiří Urban z Turnova s manželi Cepkovými z Bratislavy – Sv. Juru a dalšími spolupracovníky. Šperkaři měli příležitost pracovat s originálem koruny. Zjistili, že originál není v nejlepším stavu, pohromadě drží jen drátky, není bezpečné s ní příliš manipulovat, Jiří Urban prohlásil, že se na ní často jen díval a přitom vytvořil repliku korpusu koruny ze zlaceného stříbra. Místo velkých drahých kamenů jsou na replice skleněné kompozice, menší kameny jsou přírodní, jejich broušení obstaral brusič Petr Šťastný z Turnova-Trávnice. Jako velmi obtížné se ukázalo zhotovit přesné barevné kopie destiček s přihrádkovým emailem (namíchat barevnou škálu z dnes již neužívaných pigmentů) a sehnat náhradu perlového drátu. Celý proces výroby zaznamenala Česká televize v dokumentu o vzniku kopie říšské koruny. Práce si vyžádala investici 800 tisíc korun. Objednal a zaplatil ji ze svého rozpočtu Středočeský kraj z podnětu hejtmana Petra Bendla.

## Koruna na mincích
V roce 2008 vydala Rakouská mincovna první zlatou minci s Korunou Svaté říše římské. Jedná se o první minci z pětidílné série, která vycházela do roku 2012. V roce 2009 čepice rakouského arcivévody  Arcivévodská koruna, 2010 Uherská koruna, 2011 Svatováclavská koruna a v roce 2012 rakouská císařská koruna. Mince budou umístěny v etui s certifikátem pravosti. Ke každé minci je možno obdržet ozdobnou jehlu s motivem koruny Svaté říše římské. K příležitosti uvedení rakouské mince Svatováclavská koruna vyrazila v roce 2011 Česká mincovna stříbrnou medaili se stejnou tematikou a vydala tuto medaili společně s rakouskou mincí ve společné etui v limitované edici pěti set kusů.